# Superunknown
| Recensione           | Giudizio       |
| -------------------- | -------------- |
| AllMusic             | [ 1 ]          |
| OndaRock             | Pietra miliare |
| Blender              | favorevole     |
| Robert Christgau     | A−             |
| Entertainment Weekly | A              |
| Kerrang!             | [ 10 ]         |
| The New York Times   | favorevole     |
| Q                    |                |
| Pitchfork            | [ 11 ]         |
| Rolling Stone        | [ 12 ]         |
| Piero Scaruffi       | [ 13 ]         |

Superunknown è il quarto album in studio del gruppo musicale statunitense Soundgarden, pubblicato nel 1994 dalla A&M Records.
Il disco segnò un netto cambiamento nel suono del gruppo, soprattutto rispetto ai suoni grevi e pesanti del precedente Badmotorfinger. Oltre a un alleggerimento nella produzione, spiccano infatti arrangiamenti più elaborati, contaminazioni pop, come in Black Hole Sun, elementi psichedelici e influenze provenienti da paesi orientali, in Half. Le tematiche trattate, talvolta oscure e misteriose, toccano i temi dall'abuso di sostanze stupefacenti, del suicidio e della depressione. I pezzi che portarono l'album in vetta alla classifica nella Billboard 200 furono Black Hole Sun, Spoonman e Fell on Black Days, pubblicati come singoli.
L'album ricevette una candidatura per il "Miglior album rock" ai Grammy Awards 1995, mentre Spoonman e Black Hole Sun vennero rispettivamente premiate come "Miglior interpretazione metal" e "Miglior interpretazione hard rock" in occasione della medesima cerimonia.
La rivista Rolling Stone ha inserito Superunknown al 335º posto della sua lista dei 500 migliori album, e l'album è stato acclamato dalla critica internazionale sin dalla sua prima pubblicazione.

## Registrazione
Le sessioni di registrazione dell'album si svolsero in un lasso di tempo compreso tra luglio e settembre del 1993 al Bad Animals Studio di Seattle, Washington; la band lavorò con il produttore Michael Beinhorn. Circa la scelta di cambiare produttore (il precedente era stato Terry Date), il chitarrista Kim Thayil disse: «Pensammo semplicemente che fosse giunto il momento di cambiare». Delle operazioni di missaggio si occupò Brendan O'Brien, che era stato raccomandato ai Soundgarden da Stone Gossard, chitarrista dei Pearl Jam.
I Soundgarden iniziarono la lavorazione del nuovo disco due mesi dopo la loro partecipazione al Lollapalooza Tour del 1992. I singoli membri della band lavorarono individualmente sui propri brani per poi portare in studio i nastri demo dei provini sui quali lavorare collettivamente. Il frontman Chris Cornell disse che i membri del gruppo ebbero maggiore libertà di lavoro durante le sessioni rispetto ai dischi precedenti. I Soundgarden vollero adottare un approccio spontaneo registrando le tracce nel minor tempo possibile. Basso e batteria furono registrati prima in ogni canzone, e successivamente Cornell e Thayil sovraincisero le loro parti.
La band spese del tempo in studio sperimentando con diverse sonorità di batteria e chitarra, e utilizzando tecniche come il layering, per rendere il proprio "sound" più elaborato. Il gruppo si prese una pausa durante le sessioni per aprire i concerti di Neil Young nel suo tour degli Stati Uniti della durata di dieci giorni.

## Contenuti
Le canzoni presenti in Superunknown mantengono le influenze metal dei precedenti lavori della band mostrando però in contemporanea l'evolversi di un nuovo stile all'interno del gruppo. Steve Huey di AllMusic scrisse che "sebbene le originali influenze punk fossero raramente riscontrabili nel nuovo lavoro, erano state sostituite da un'appropriazione sorprendentemente efficace di elementi di musica pop e psichedelia". Cornell definì l'album maggiormente "impegnativo" e "versatile" rispetto ai dischi passati dei Soundgarden. I brani sul disco sono più sperimentali, con alcune tracce dal sapore mediorientale ed indiano (per esempio Half, cantata da Shepherd). Altre canzoni mostrano di essere state influenzate dai Beatles, come Head Down e Black Hole Sun. In una intervista del 1994 concessa alla rivista Guitar World, Thayil spiegò: «Scrutammo nel profondo delle nostre anime e vedemmo che c'era un piccolo Ringo lì seduto. Oh certo, ci piacerebbe dire alla gente che era John Lennon o George Harrison; ma quando guardi veramente a fondo dentro ai Soundgarden, c'è un piccolo Ringo Starr che esce fuori». Secondo The A.V. Club, l'album "ridefinisce e trascende il grunge" allo stesso tempo.
Dal punto di vista dei testi, l'album possiede un tono abbastanza dark e misterioso, con molte delle liriche interpretabili come riferimenti a temi oscuri quali suicidio, depressione, abuso di droghe, vendetta, annientamento, dolore, paura, perdita, e morte. Cornell trasse ispirazione dagli scritti di Sylvia Plath. Commentando i testi dell'album, Thayil disse che secondo lui "gran parte di Superunknown sembrava avere più a che fare con la vita, piuttosto che con la morte". Cameron riferì che i testi erano "un grande vaffanculo al mondo intero, un modo di dire "lasciateci soli". Cornell disse che Let Me Drown parla dello "strisciare indietro nel grembo materno per morire", Fell on Black Days è circa il realizzare quanto "sei infelice davvero dentro di te", Black Hole Sun parla di un "sogno surreale", Limo Wreck è una canzone sulla "vergogna della decadenza", The Day I Tried to Live tratta del cercare di uscire dalla depressione. Inoltre, durante un concerto Cornell parlò di Mailman dicendo: «Questa prossima canzone parla dell'uccidere il proprio capo. Tratta di venire a lavorare una mattina presto perché si dispone di un ordine del giorno speciale e si sta andando a sparargli in testa, cazzo!». Al contrario, Like Suicide non parla propriamente di suicidio ma narra un episodio di vita vissuta, scritto da Cornell dopo che un pettirosso volò dentro casa sua da una finestra aperta. Egli raccontò: «Trovai l'animale gravemente ferito e lo uccisi colpendolo con un mattone per porre fine alla sua sofferenza». Nella riedizione per il ventennale dall'uscita del disco, Cornell scrisse che la canzone si riferisce a «tutte quelle bellissime vite intorno a noi, che brillano il doppio delle nostre e ne durano la metà».
Il brano Spoonman è particolare per l'inclusione della performance dell'artista di strada di Seattle Artis the Spoonman. Il titolo della canzone è accreditato a Jeff Ament dei Pearl Jam. All'epoca, i Soundgarden, insieme ai Pearl Jam, erano al lavoro sulla colonna sonora del film Singles - L'amore è un gioco del 1992. Ament aveva avuto l'idea di creare una band fittizia che avrebbe dovuto apparire nel film. Prima di scegliere "Citizen Dick" come nome finale, egli aveva compilato una lista di nomi possibili che includeva anche "Spoonman". Tale nome era ispirato a Artis the Spoonman, un artista di strada di Santa Cruz, California, e successivamente di Seattle, che si esibiva con un set di cucchiai come strumenti. Chris Cornell riutilizzò il titolo per comporre la canzone.

## Copertina
L'immagine di copertina dell'album, conosciuta come "Screaming Elf" (in italiano "l'elfo urlante"), consiste in una fotografia distorta dei membri della band, ritratti da Kevin Westenberg, sullo sfondo di una foresta in fiamme in bianco e nero sottosopra.

## Tracce
1. Let Me Drown – 3:51 (Chris Cornell)
2. My Wave – 5:12 (testo: Chris Cornell – musica: Chris Cornell, Kim Thayil)
3. Fell on Black Days – 4:42 (Chris Cornell)
4. Mailman – 4:25 (testo: Chris Cornell – musica: Matt Cameron)
5. Superunknown – 5:06 (testo: Chris Cornell – musica: Chris Cornell, Kim Thayil)
6. Head Down – 6:08 (Ben Shepherd)
7. Black Hole Sun – 5:18 (Chris Cornell)
8. Spoonman – 4:06 (Chris Cornell)
9. Limo Wreck – 5:47 (testo: Chris Cornell – musica: Matt Cameron, Kim Thayil)
10. The Day I Tried to Live – 5:19 (Chris Cornell)
11. Kickstand – 1:34 (testo: Chris Cornell – musica: Kim Thayil)
12. Fresh Tendrils – 4:16 (testo: Matt Cameron, Chris Cornell – musica: Matt Cameron)
13. 4th of July – 5:08 (Chris Cornell)
14. Half – 2:14 (Ben Shepherd)
15. Like Suicide – 7:01 (Chris Cornell)

### Tracce bonus
1. She Likes Surprises – 3:16 (Chris Cornell) – Traccia bonus presente nella versione internazionale dell'album.

## 2014 Deluxe Edition 2CD (Demos, Rehearsals, B-Sides & More)
CD 1
1. Let Me Drown – 3:51 (Chris Cornell)
2. My Wave – 5:12 (testo: Chris Cornell – musica: Chris Cornell, Kim Thayil)
3. Fell on Black Days – 4:42 (Chris Cornell)
4. Mailman – 4:25 (testo: Chris Cornell – musica: Matt Cameron)
5. Superunknown – 5:06 (testo: Chris Cornell – musica: Chris Cornell, Kim Thayil)
6. Head Down – 6:08 (Ben Shepherd)
7. Black Hole Sun – 5:18 (Chris Cornell)
8. Spoonman – 4:06 (Chris Cornell)
9. Limo Wreck – 5:47 (testo: Chris Cornell – musica: Matt Cameron, Kim Thayil)
10. The Day I Tried to Live – 5:19 (Chris Cornell)
11. Kickstand – 1:34 (testo: Chris Cornell – musica: Kim Thayil)
12. Fresh Tendrils – 4:16 (testo: Matt Cameron, Chris Cornell – musica: Matt Cameron)
13. 4th of July – 5:08 (Chris Cornell)
14. Half – 2:14 (Ben Shepherd)
15. Like Suicide – 7:01 (Chris Cornell)

CD 2
1. Let Me Drown (Demo)
2. Black Hole Sun (Demo)
3. Half (Demo)
4. Head Down (Rehearsal)
5. Limo Wreck (Rehearsal)
6. The Day I Tried To Live (Rehearsal)
7. Like Suicide (Acoustic Version)
8. Black Days III (Originariamente intitolata Fell on Black Days (Demo))
9. Birth Ritual (Demo)
10. Exit Stonehenge
11. Kyle Petty, Son of Richard
12. Jerry Garcia's Finger
13. Spoonman (Alternate Steve Fisk Remix)
14. The Day I Tried To Live (Alternate Mix)
15. 4th of July (Instrumental)
16. Superunknown (Instrumental)

## Formazione

### Gruppo
- Chris Cornell – voce, chitarra
- Kim Thayil – chitarra
- Ben Shepherd – basso, cori; batteria e percussioni aggiuntivo (traccia 6); voce aggiuntiva (traccia 8); voce principale e chitarra (traccia 14)
- Matt Cameron – batteria, percussioni, tastiera (traccia 4)

### Altri musicisti
- April Acevez – viola su Half
- Justine Foy – violoncello su Half
- Gregg Keplinger – percussioni su Head Down
- Natasha Shneider – clavinet su Fresh Tendrils
- Artis the Spoonman – cucchiai su Spoonman
- Adam Kasper - pianoforte su Let Me Drown

## Outtake
Anche se i vari singoli tratti dall'album inclusero svariate B-side, solamente Exit Stonehenge (presente nel singolo Spoonman) proveniva dalle sedute di Superunknown del 1993. Cold Bitch (presente anch'essa in Spoonman) risaliva alle sessioni di registrazione di Badmotorfinger del 1991, Kyle Petty, Son of Richard e Motorcycle Loop (entrambe nel singolo Fell on Black Days) furono registrate da Stuart Hallerman agli Avast Studios di Seattle nel 1994. Kyle Petty, Son of Richard venne in seguito inclusa nella compilation Home Alive del 1996. Tighter & Tighter, No Attention, e An Unkind, tutte poi apparse sull'album Down on the Upside, furono provate durante le sessioni di Superunknown. Cameron riferì che la band non era rimasta soddisfatta di No Attention all'epoca. Un brano strumentale intitolato Ruff Riff-Raff ed un brano leggero dal titolo Bing Bing Goes To Church furono provate ma non registrate durante le sessioni di Superunknown.

## Classifiche
| Classifica (1994) | Posizione massima |
| ----------------- | ----------------- |
| Australia         | 1                 |
| Austria           | 19                |
| Canada            | 2                 |
| Europa            | 8                 |
| Finlandia         | 5                 |
| Francia           | 26                |
| Germania          | 13                |
| Giappone          | 34                |
| Italia            | 20                |
| Norvegia          | 5                 |
| Nuova Zelanda     | 1                 |
| Paesi Bassi       | 11                |
| Regno Unito       | 4                 |
| Stati Uniti       | 1                 |
| Svezia            | 3                 |
| Svizzera          | 9                 |
| Ungheria          | 30                |

## Riconoscimenti
| Rivista           | Paese       | Riconoscimento                          | Anno | Posizione |
| ----------------- | ----------- | --------------------------------------- | ---- | --------- |
| Alternative Press | Stati Uniti | The 90 Greatest Albums of the 90s       | 1998 | 18        |
| Guitar World      | Stati Uniti | The Top 10 Guitar Albums of 1994        | 2011 | 5         |
| Pause & Play      | Stati Uniti | The 90s Top 100 Essential Albums        | 1999 | 11        |
| Rolling Stone     | Stati Uniti | The 500 Greatest Albums of All Time     | 2003 | 336       |
| Spin              | Stati Uniti | Top 90 Albums of the 90s                | 1999 | 70        |
| Kerrang!          | Regno Unito | 100 Albums You Must Hear Before You Die | 1998 | 70        |
| Muziekkrant OOR   | Paesi Bassi | The 100 Best Albums of 1991-1995        | 1995 | 49        |